# 1976年4月29日の日食

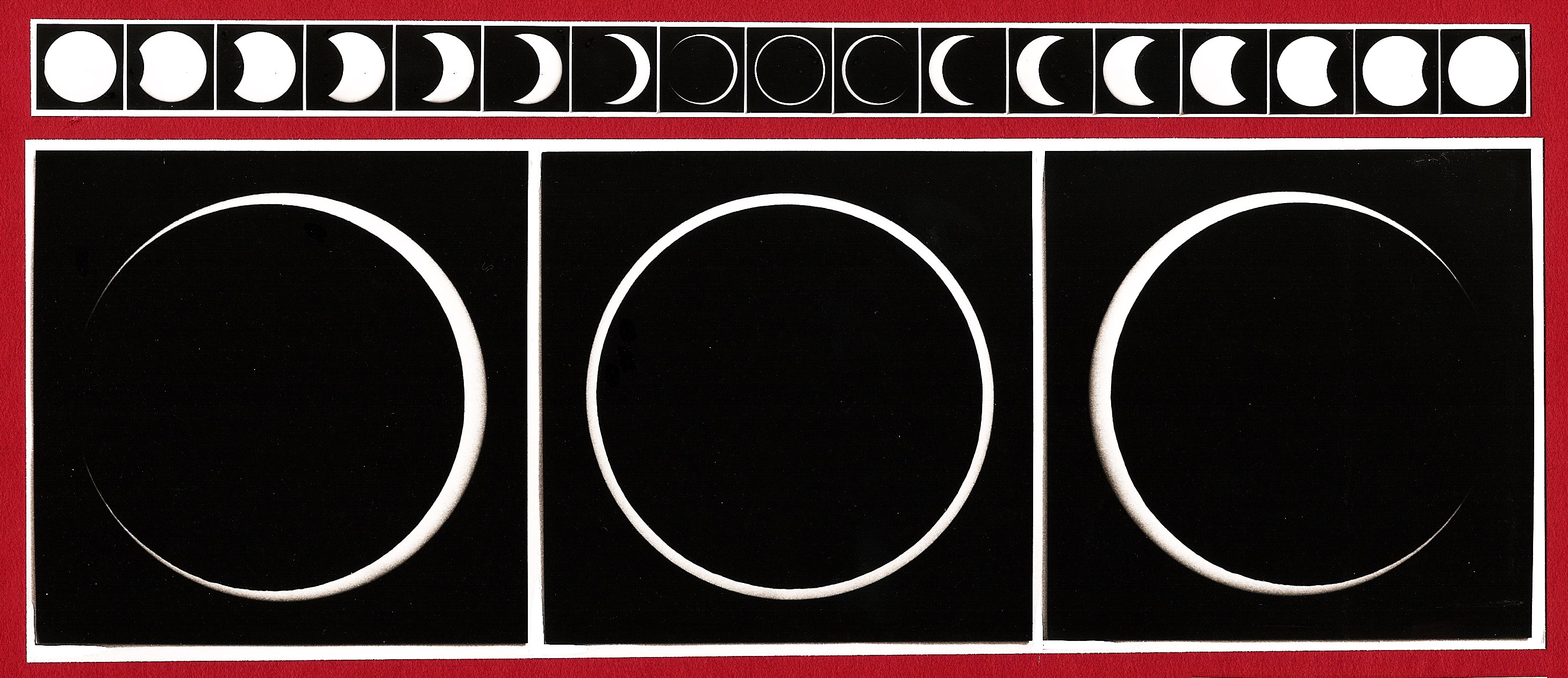
ギリシャサントリーニ島の金環日食写真

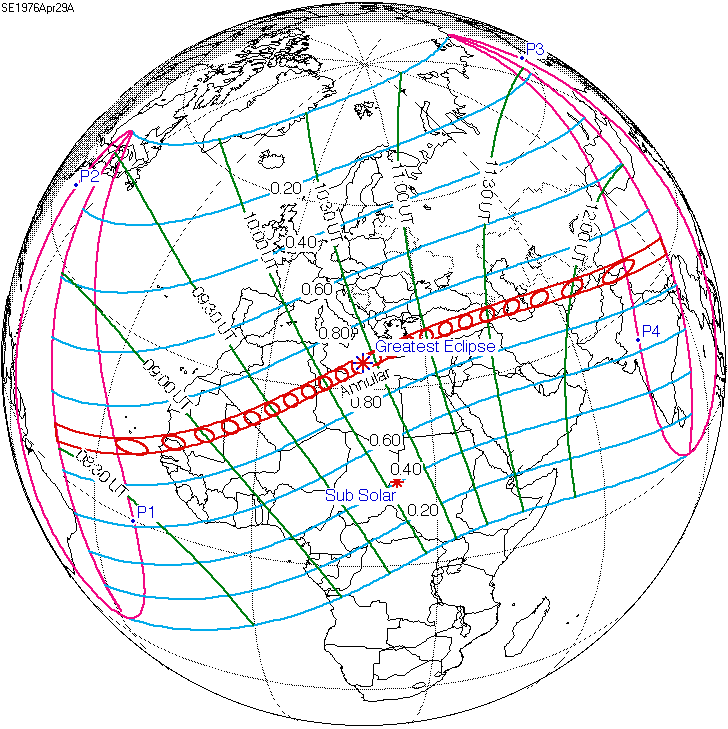

1976年4月29日の日食は、1976年4月29日に観測された日食である。セネガル、モーリタニア、マリ共和国、アルジェリア、チュニジア、リビア、ギリシャ、トルコ、イラン、ソ連、アフガン、パキスタン、インド、中国で金環日食が観測され、北極海以南で赤道以北にあり、アメリカ大陸東海岸以東で中国中部以西にある地域で部分日食が観測された。

## 通過した地域
金環帯が通過した、金環日食が見えた地域はセネガル北部（首都ダカールも含む）、モーリタニア、マリ共和国北部、アルジェリア南部、リビア北部、ギリシャ南部、トルコ、パフラヴィー朝統治下のイラン北部、ソ連南部（現在のアルメニアのほとんど、アゼルバイジャン中南部、トルクメニスタンの一部、ウズベキスタン南部、タジキスタン中南部）、アフガン北部、パキスタン北東部（パキスタンが支配するカシミールのほとんどを含む）、インドが支配するカシミール地区北部、中国新疆ウイグル自治区西南部とチベット自治区中北部と青海省南西部だった。また、8000メートル峰の14座の山うち、パキスタンと中国に位置するナンガ・パルバット・K2・ブロード・ピーク・ガッシャーブルムII峰・ガッシャーブルムI峰の5座が金環帯内にある。
また、金環日食が見えなくても、部分日食が見えた地域は北アメリカ北東部、スリナム東部の半分、フランス領ギアナ、ブラジル北東部、ヨーロッパ全部、アフリカ中北部、西アジア、南アジアのほとんど（モルディブ南部を除く）、中国中西部、モンゴルのほとんど（南東端を除く）、インドシナ半島北西の半分、ソ連の大部分（現在のロシア東部を除く）。

## 観測
中国科学院物理研究所と中国科学院数学研究所と新疆地震大隊は新疆ウイグル自治区ホータン地区ホータン県南西部にある、標高5500メートルのカラコルム峠付近で重力計、傾斜計、振り子時計、地震計で重力効果について観測を行った。観測結果により、重力加速度は機器の精度内に大きな効果がなく、傾斜計の増感紙にある感光線の太さで傾斜が記録されなく、ノート紙で記録された3つの傾斜の発生時間と方角が金環日食の時間の方角に顕著な関係性があった。高山に観測条件が厳しいため、観測隊は他の比較データを入手することができなかった。